# Donghai Airlines
Donghai Airlines è una compagnia aerea con sede a Shenzhen, Guangdong, e con base all'aeroporto Internazionale di Shenzhen-Bao'an.

## Storia
La compagnia è stata fondata nel novembre 2002 come Jetwin Cargo Airline, con il 2005 come data di lancio originariamente prevista per le operazioni di volo utilizzando Boeing 737. Inizialmente era di proprietà di Orient Holdings Group (65%) e East Pacific Holdings (35%).
Nel 2006, la compagnia aerea non era ancora diventata operativa e il suo nome è cambiato in East Pacific Airlines. A quel punto, la proprietà della società era la seguente: Shenzhen Donggang Trade (51%), Donghai United Group (25%) e Yonggang (24%), e prevedeva di iniziare i servizi nell'agosto 2006, previa approvazione da parte delle autorità aeronautiche cinesi. La consegna dei suoi primi aerei cargo, tre Boeing 737-300, è avvenuta nel settembre 2006.
Nel 2015, la compagnia aerea ha annunciato piani per un importante aumento delle sue operazioni, compreso l'inizio di voli internazionali e a lungo raggio tra il 2020 e il 2023 e l'aumento fino a 120 aeromobili entro il 2025, inclusi Boeing 787 Dreamliner, ulteriori Boeing 737-800 e Boeing 737 MAX.

## Flotta

### Flotta attuale

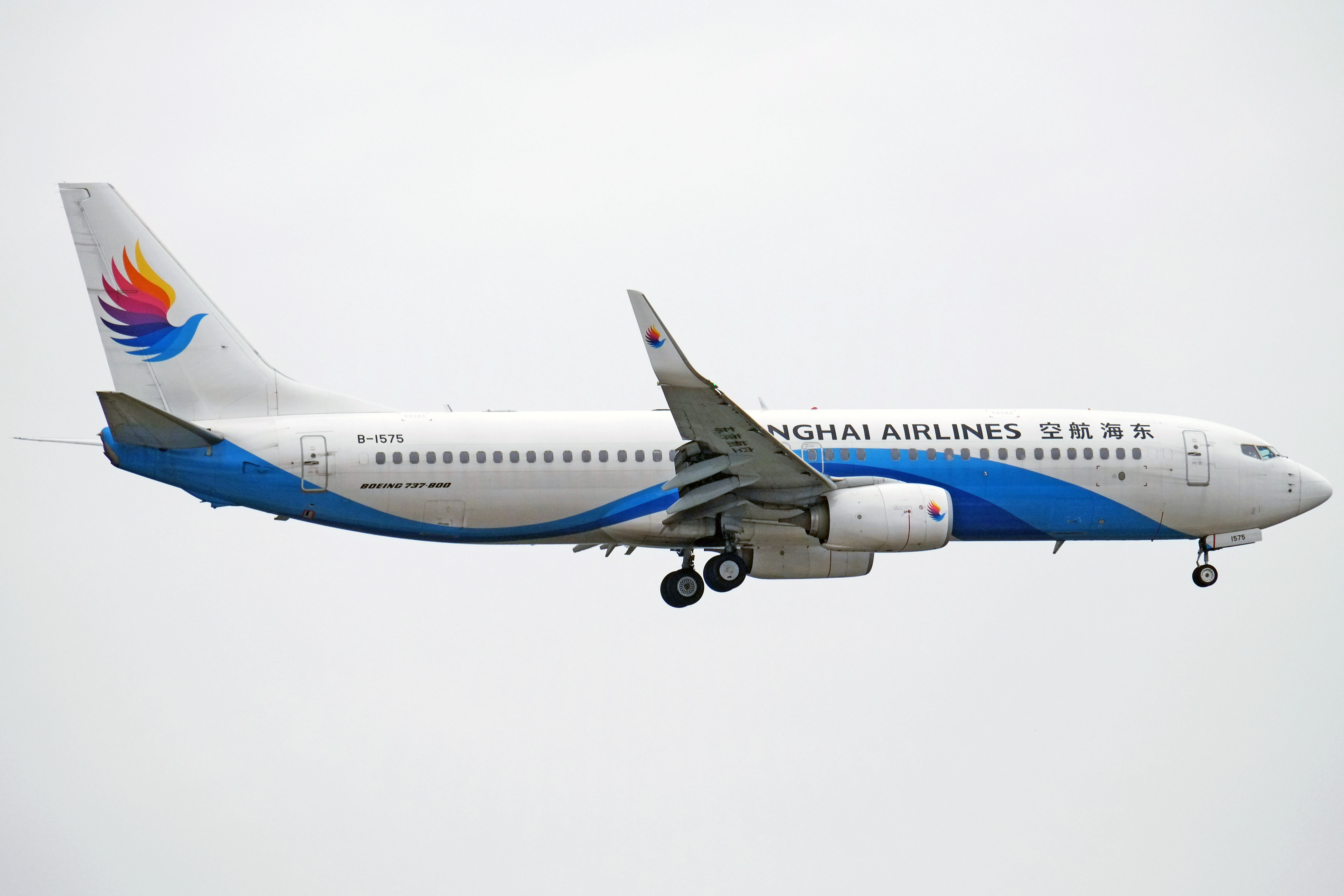
Un Boeing 737-800.

Ad ottobre 2024 la flotta di Donghai Airlines è così composta:

### Flotta storica

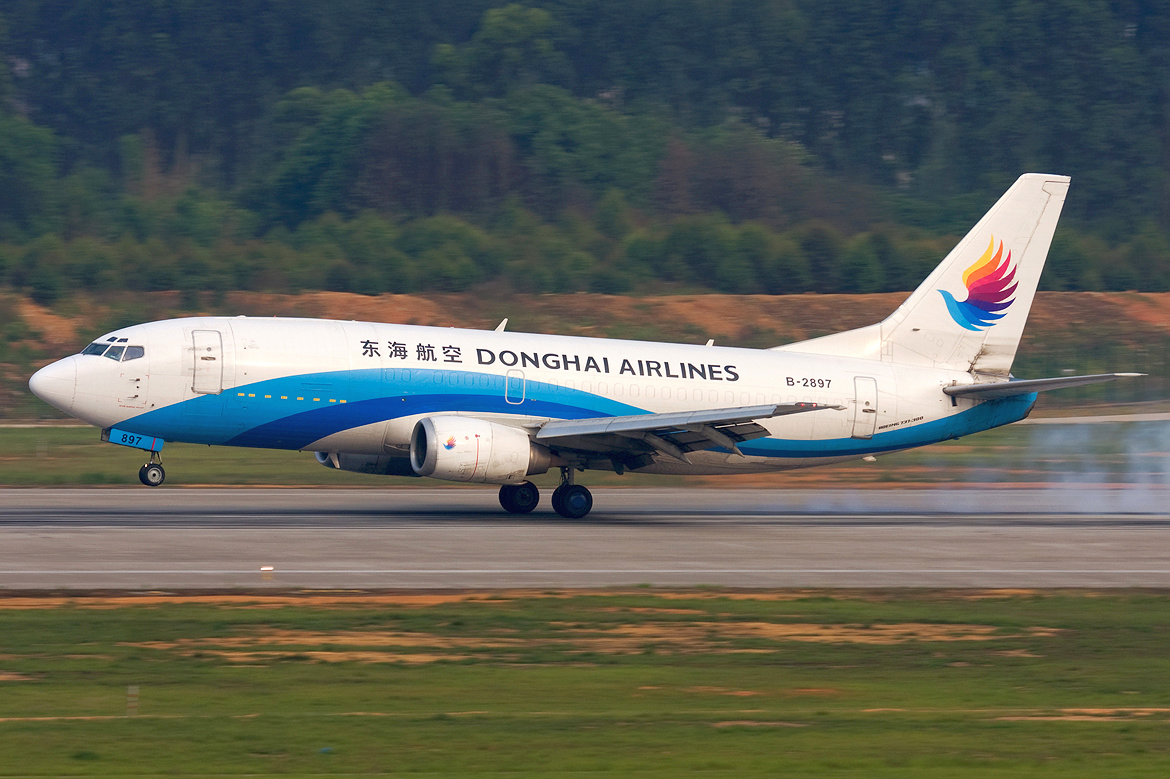
Un Boeing 737-300F.

Donghai Airlines ha operato in precedenza con i seguenti aeromobili: